# Эльверум
Эльверум (норв. Elverum) — коммуна в губернии Хедмарк в Норвегии. Административный центр коммуны — город Эльверум. Официальный язык коммуны — нейтральный. Население коммуны на 2008 год составляло 19 465 чел. Площадь коммуны Эльверум — 1229,32 км², код-идентификатор — 0427.

## История
Во время вторжения немцев в Норвегию в средней школе города Эльверум прошло заседание Стортинга Норвегии, на котором было принято решение передать полномочия Стортинга правительству Норвегии до урегулирования ситуации в стране.

## История населения коммуны
Население коммуны за последние 60 лет.

Статистика коммуны Эльверум

## Персоналии
- Лейф Йоргенсен (1927—1988), скрипач
- Зигмунд Морен (1913—1996), филолог, энциклопедист, критик, детский писатель
- Стиг Инге Бьёрнебю (род. 1969), футболист
- Бьорн Дэли (род. 1967), спортсмен-лыжник
- Рой Хан (род. 1970), музыкант, композитор, бывший вокалист групп Conception и Kamelot
- Team Me — музыкальная инди-поп группа
- Торд Оверленд-Кнюдсен, музыкант, басист и бэк-вокалист в группе The Wombats